# エスタディオ・デ・バタ
エスタディオ・デ・バタ(Estadio de Bata)は、赤道ギニア最大の都市バタにある多目的スタジアム。

## 概要
2007年に設立された。収容人数は35,700人。
従来の収容人数は22,000人であったが、アフリカネイションズカップ2012の会場となることが決まり拡張工事が行われた。
アフリカネイションズカップ2012ではオープニングセレモニー及び準決勝の会場となった。
また、2008年にはアフリカ女子選手権の会場となった。